# セーザル・シエロ
セーザル・アウグスト・シエロ・フィーリョ（César Augusto Cielo Filho、1987年1月10日 - ）は、ブラジルの競泳選手。自由形の選手で、特に短距離を得意とする。ブラジル競泳史上初めてオリンピックで金メダルを獲得した人物でもある。

## 主な成績
2004年10月の世界短水路選手権では4×100mフリーリレーで3分09秒96と2位。2007年3月の世界水泳選手権では50m自由形は22秒12で6位、100m自由形は48秒51で4位。2008年8月に開かれた北京オリンピックでは、オリンピック初出場ながらも50m自由形で21秒30とブラジル競泳史上初めてオリンピックで金メダルを獲得した。

## 自己ベスト
| 泳法   | 距離 | 水路   | 記録   | 樹立日         | 大会名               |
| ------ | ---- | ------ | ------ | -------------- | -------------------- |
| 自由形 | 50m  | 長水路 | 20秒91 | 2009年12月18日 | オープントーナメント |
| 自由形 | 100m | 長水路 | 46秒91 | 2009年7月30日  | 第13回世界水泳選手権 |